# آلام المسيح في حديقة الجثمانية

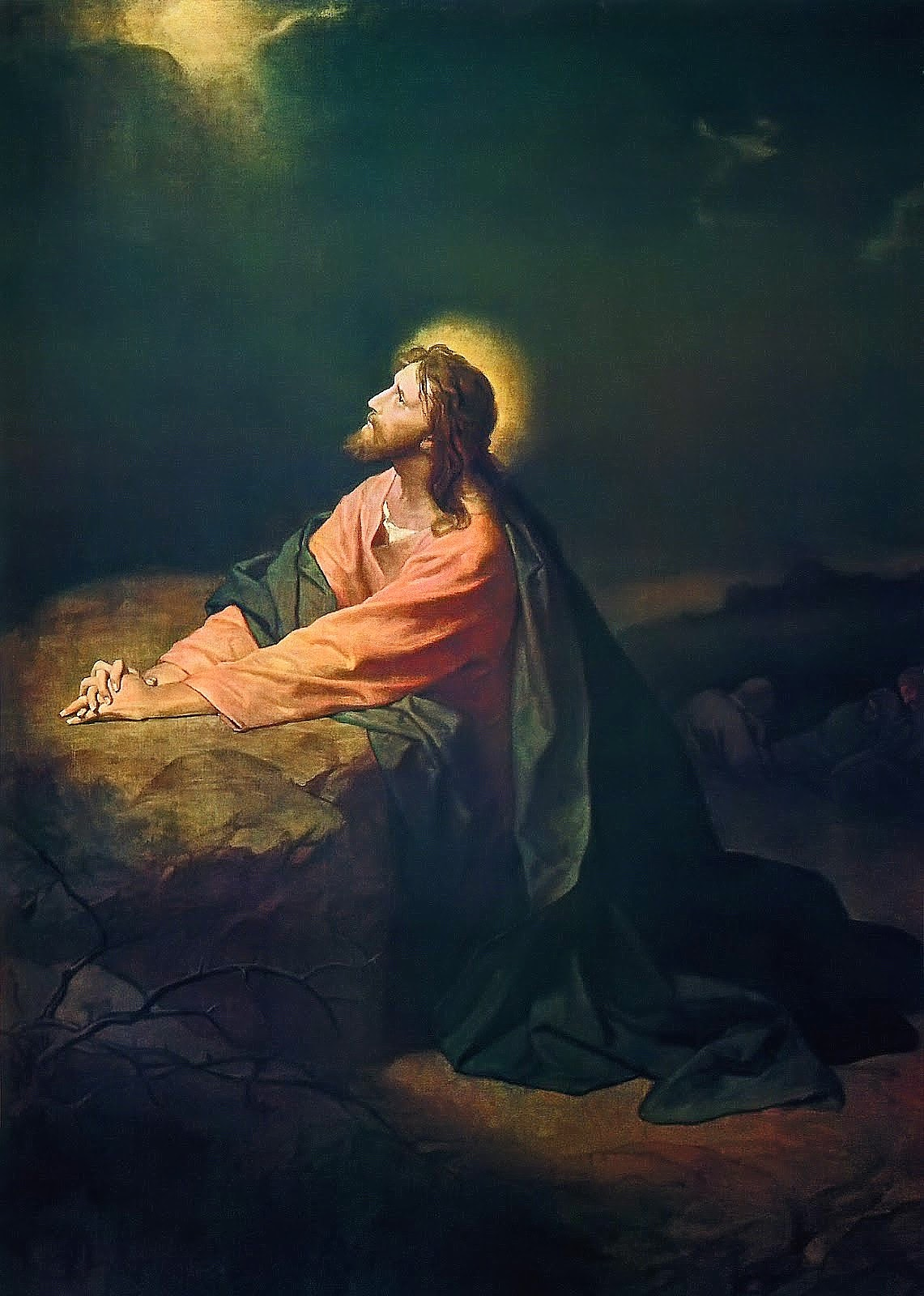
المسيح في الجثمانية لوحة لهَينريش هوفمان عام 1886

آلام المسيح في الحديقة الجثمانية هي حلقة من حياة يسوع حدثت بعد العشاء الأخير وقبل خيانته واعتقاله ، وكلها جزء من آلام المسيح التي أدت إلى صلبه. هذه الحلقة موصوفة في الأناجيل الثلاثة الإزائية في العهد الجديد. وفقًا لهذه الروايات دخل يسوع برفقة بطرس ويوحنا ويعقوب حديقة الجثمانية على جبل الزيتون حيث يعاني من آلام شديدة ويصلي من أجل الخلاص من معاناته الوشيكة قابلًا إرادة الله أيضًا.
تعد هذه الحادثة حدثًا مهمًا في التقليد المسيحي، وخاصة في الممارسات التعبدية الكثلية. عذاب يسوع في البستان هو المحطة الأولى من درب الصليب الكتابي (النسخة الحديثة من درب الصليب ) وأول «سر حزين» من المسبحة الوردية، وهو مصدر إلهام لتكريس الساعة المقدسة في الكنيسة السجود الافخارستي. لقد كان موضوعًا متكررًا في الفن المسيحي الذي يصور حياة يسوع.